# Universität von Puerto Rico

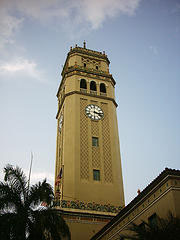
Uhrturm der UPR

Die Universität von Puerto Rico (spanisch Universidad de Puerto Rico), abgekürzt UPR, besteht seit 1903 und ist die älteste und größte Universität in Puerto Rico. Sie ist in staatlicher Trägerschaft (Universidad pública). Ihr Sitz ist San Juan.

## Geschichte
Im Jahr 1900 wurde die Escuela Normal Industrial in Fajardo als erste Einrichtung der höheren Bildung in Puerto Rico eingerichtet. Im folgenden Jahr wurde die Institution nach Rio Piedras verlegt. Am 12. März 1903 wurde ein Gesetz zur Gründung der Universität verabschiedet. An diesem Tag wurde die Escuela Normal als die erste Abteilung der Universität erklärt.
Im Jahr 1908 erweiterte die amerikanische Bundesregierung durch das Gesetz Morill Act die finanziellen Zuschüsse für die Universität von Puerto Rico. Hierdurch wurde auch die Gründung des El Colegio de Agricultura, einer akademischen Landwirtschaftsschule in Mayagüez, im Jahr 1911 möglich. Ein Jahr später wurde diese in Colegio de Agricultura y Artes Mecánicas (CAAM) umbenannt.
Am 20. September 1966 unterschrieb der damalige Gouverneur Roberto Sánchez Vilella ein Gesetz zur Umorganisation der Universität, was unter anderem  Auswirkungen auf folgende Bereiche hatte:
- Volle Autonomie der School of Medicine mit eigenem (neuen) Campus.
- Volle Autonomie der Campus Mayagüez und Río Piedras
- Gründung der Außenstellen Arecibo, Cayey und Humacao.

## Struktur und Angebot
Ihr Bildungssystem gleicht der einer Öffentlichen Hochschule der Vereinigten Staaten, auch sind die Studiengänge komplett in den USA anerkannt. UPR besteht aus elf Campus mit über 60.000 Studierenden und rund 15.000 Mitarbeitern, davon etwa 5000 als Lehrpersonal. Zu den Studienfächern gehören unter anderem Humanmedizin, Rechtswissenschaften, Mathematik, Verwaltungswissenschaften,  Betriebswirtschaft, Informatik, Architektur, Agrarwissenschaften und Biologie.
Es gibt zwei offizielle Hochschulradiostationen, WRTU-FM 89.7 und WRUO-FM 88.3.

## Präsidenten
| Name                             | Zeitraum  |
| -------------------------------- | --------- |
| Jaime Benitez                    | 1966–1971 |
| Amador Cobas                     | 1971–1973 |
| José M. Saldaña                  | 1980er    |
| Norman Maldonado                 | 1993–2001 |
| Antonio García Padilla           | 2001–2009 |
| José Ramón de la Torre           | 2010–2011 |
| Miguel Meléndez Muñoz            | 2011–2013 |
| Darrel Hillman Barrera (interim) |           |

## Campus
- Medical Sciences Campus in San Juan
- Aguadilla
- Arecibo
- Bayamón
- Carolina
- Cayey
- Humacao
- Mayagüez
- Ponce
- Río Piedras
- Utuado